# J. Lee Thompson
John Lee Thompson (1 august 1914, Bristol – 30 august 2002, Sooke, British Columbia, Canada), cel mai cunoscut ca J. Lee Thompson, a fost un regizor englez de film, care și-a desfășurat activitatea în Anglia și la Hollywood.

## Filmografie
- 1950 Murder Without Crime
- 1953 The Yellow Balloon
- 1954 For Better, for Worse
- 1954 The Weak and the Wicked
- 1955 As Long as They're Happy
- 1955 An Alligator Named Daisy
- 1956 Yield to the Night
- 1957 The Good Companions
- 1957 Femeia în halat (Woman in a Dressing Gown)
- 1958 Ice Cold in Alex
- 1959 North West Frontier
- 1959 No Trees in the Street
- 1959 Tiger Bay
- 1960 I Aim at the Stars
- 1961 Tunurile din Navarone (The Guns of Navarone)
- 1962 Promontoriul groazei (Cape Fear)
- 1962 Taras Bulba
- 1963 Kings of the Sun
- 1964 What a Way to Go!
- 1965 John Goldfarb, Please Come Home
- 1965 Return from the Ashes
- 1967 Eye of the Devil
- 1969 Aurul lui Mackenna (Mackenna's Gold)
- 1969 Before Winter Comes
- 1969 The Chairman
- 1970 Country Dance
- 1972 Cucerirea planetei maimuțelor (Conquest of the Planet of the Apes)
- 1972 A Great American Tragedy (TV)
- 1973 Bătălia pentru planeta maimuțelor (Battle for the Planet of the Apes)
- 1974 Huckleberry Finn
- 1975 The Reincarnation of Peter Proud
- 1975 The Blue Knight (TV)
- 1976 Widow (TV)
- 1976 St. Ives
- 1977 Bizonul alb (The White Buffalo)
- 1978 The Greek Tycoon (The Greek Tycoon)
- 1979 Trecătoarea (The Passage)
- 1980 Caboblanco
- 1981 Happy Birthday to Me
- 1981 Code Red (TV)
- 1983 10 to Midnight
- 1984 The Evil That Men Do
- 1984 The Ambassador (The Ambassador)
- 1985 Minele regelui Solomon (King Solomon's Mines)
- 1986 Legea lui Murphy (Murphy's Law)
- 1986 Firewalker
- 1987 Death Wish 4: The Crackdown
- 1988 Messenger of Death
- 1989 Kinjite: Forbidden Subjects